# Old Snowy Mountain
Der Old Snowy Mountain (7.880 ft (2.402 m)) ist ein Berg in den Goat Rocks an der Grenze der Countys Lewis und Yakima im US-Bundesstaat Washington. Der Old Snowy Mountain liegt innerhalb der Goat Rocks Wilderness und wird vom McCall-Gletscher an seinem Osthang sowie vom kleineren Packwood-Gletscher unmittelbar nordwestlich des Gipfels flankiert. Außerdem verläuft der Pacific Crest Trail an seinem Westhang.